# Urgorri complanatus
Urgorri complanatus es una especie de alga criptófita descubierta en 2012 en las inmediaciones de la ría de Bilbao. Es la única especie de su género, siendo por lo tanto la especie tipo del mismo. Su nombre genérico Urgorri viene del euskera y significa agua roja, por el color con el que tiñe este alga las aguas en las que se encuentra en gran abundancia.